# بخش سدربند، شهرستان روزو، مینه سوتا
بخش سدربند (به انگلیسی: Cedarbend Township) یک منطقهٔ مسکونی در ایالات متحده آمریکا است که در شهرستان روسو، مینه‌سوتا واقع شده‌است.
 بخش سدربند ۹۳٫۳ کیلومتر مربع مساحت و ۲۳۰ نفر جمعیت دارد و ۳۳۲ متر بالاتر از سطح دریا واقع شده‌است.